# Jean-Philippe Collard-Neven
Ne doit pas être confondu avec Jean-Philippe Collard.

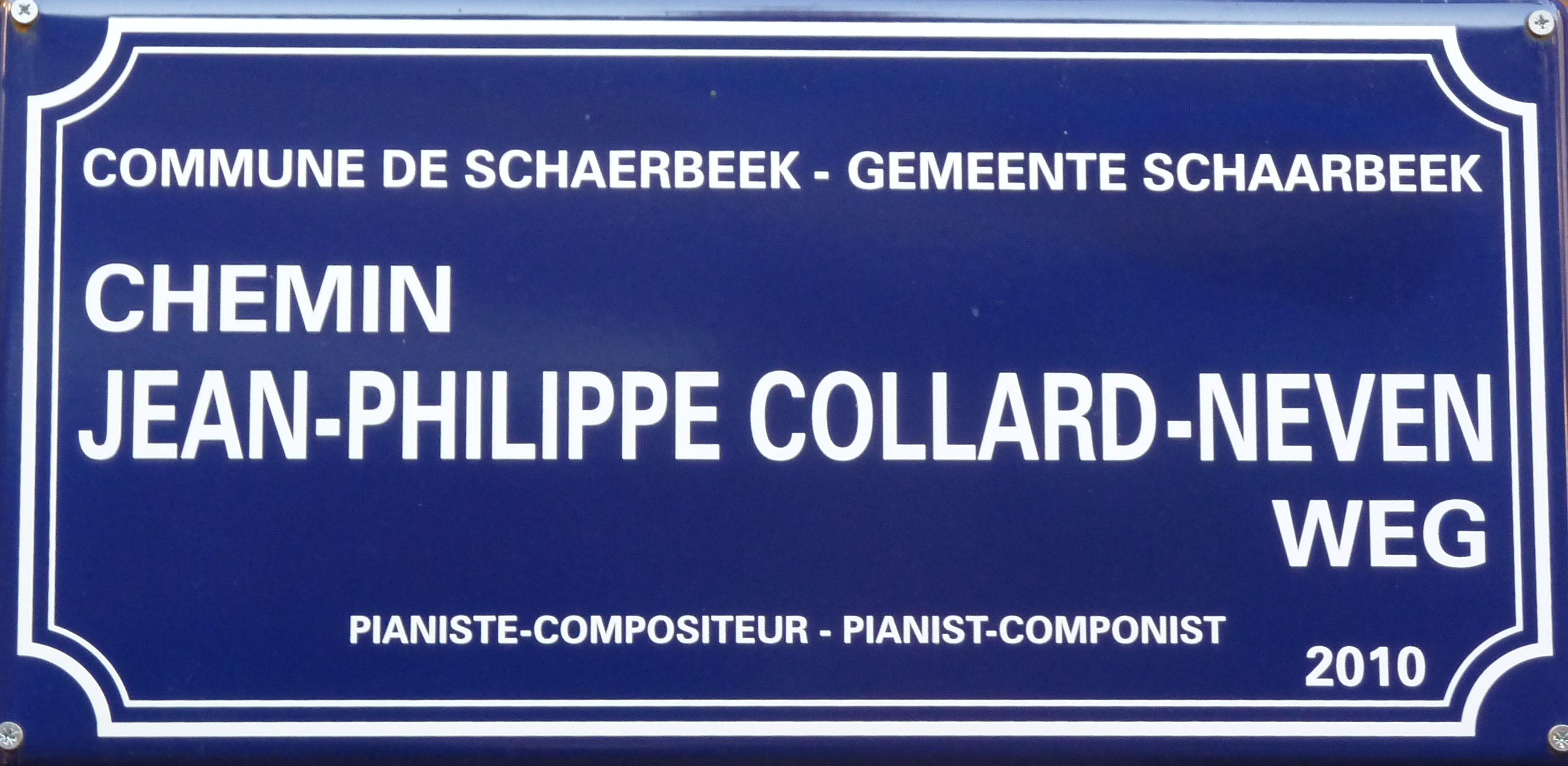
Plaque chemin Jean-Philippe Collard-Neven sur le Mur des Célébrités

Jean-Philippe Collard-Neven (né en 1975) est un compositeur et pianiste belge.
Jean-Philippe Collard-Neven est professeur de musique et d’improvisation au Conservatoire Royal de Musique de Mons.  Il s'est produit en tant que pianiste avec l'Orchestre de Chambre de Namur, avec Art Zoyd, avec la Philharmonie d'Anvers (Philharmonie van Antwerpen) et avec l'orchestre Philharmonique de Lille et avec l'ensemble Musiques Nouvelles.
Jean-Philippe Collard-Neven compose également de la musique pour le théâtre. 
Il a sorti plusieurs CD's, parmi lesquels des duo de musique de jazz avec Jean-Louis Rassinfosse (contrebassiste) (Second Move en 2007 et Regency's nights en 2006) et un disque de musique de chambre avec Vincent Royer (alto|altiste), Jean-Michel Charlier (clarinette|clarinettiste) et le quatuor Danel.
Il se produit également en quartet avec Jean-Louis Rassinfosse, Xavier Desandre-Navarre (percussionniste) et Fabrice Alleman (saxophoniste, clarinettiste).
La commune de Schaerbeek lui a décerné une plaque émaillée sur le mur des Célébrités de la Maison des Arts.

## Récompenses (liste non exhaustive)
- 2003 - prix FUGA de l'Union des Compositeurs belges
- 2008 - Octave de l'artiste de l'année
- 2008 - Coup de cœur de l'Académie Charles Cros
- Premier prix Dexia

## Participations (liste non exhaustive)
- Couleurs Jazz (Sidi Bou Saïd, Tunisie)
- Ars Musica
- Festival Présence de Radio France
- Images Sonores de Liège
- Gaume Jazz Festival
- Klara Festival - Festival des Flandres
- Musica Strasbourg
- Les semaines musicales de Frutillar (Chili)
- Festival de Varsovie
- Festival d’Automne de Madrid
- Euro-Jazz Festival de Mexico,
- Festival Agora de l’IRCAM
- CD "Chansons d'automne" (Editions Radio France) avec le chanteur d'opéra José Van Dam. Sorti du CD le 9 février 2018.

## Discographie (sélection)

### Comme compositeur-interprète
- Regency's Nights, Jean-Louis Rassinfosse, Jean-Philippe Collard-Neven. Fuga Libera 2009 (FUG602)
- Second Move, Jean-Louis Rassinfosse, Jean-Philippe Collard-Neven. Fuga Libera 2009 (FUG605)
- Incidental music[1], Jean-Philippe Collard-Neven, Jean-Louis Rassinfosse, Laure Delcampe, Pierre Michaud, Richard Descamps, Sébastien Walnier, Geneviève Voisin, Vanessa Damanet, Quatuor Danel. Sub Rosa 2009 (SR276)
- Braining Storm, Jean-Louis Rassinfosse, Jean-Philippe Collard-Neven, Fabrice Alleman, Xavier Desandre-Navarre. Fuga Libera 2010 (FUG607)
- Fleeting music, Jean-Philippe Collard-Neven. Sub Rosa 2010 (SR308)
- Out of focus[2], Jean-Philippe Collard-Neven. IGLOO 2015 (IGL263)
- Mardi 16 juin[3], Michel Donato, Pierre Tanguay, Jean-Philippe Collard-Neven, piano. IGLOO 2016 (IGL278)
- Yalla[4],[5], Nasser Houari, Jean-Philippe Collard-Neven. IGLOO 2018 (IGL297)
- 60 ans | 45 compositeurs.trices, (I breathe your air, tribute to Lyle Mays), Musiques Nouvelles, Jean-Paul Dessy. CD6, Cypres 2022 (CYP8621)

### Comme interprète
- Didascalies, Luc Ferrari, Vincent Royer, Jean-Philippe Collard-Neven. Sub Rosa 2007 (SR259)
- Lignes..., Jean-Luc Fafchamps, Vincent Royer, Jean-Michel Charlier, Quatuor Danel, Jean-Philippe Collard-Neven. Fuga Libera 2008 (FUG537)
- Caminito, José van Dam, Jean-Louis Rassinfosse, Jean-Philippe Collard-Neven. Cypres 2014 (CYP1671)
- Chansons d'automne[6], José van Dam, Jean-Louis Rassinfosse, Jean-Philippe Collard-Neven. Radio France 2018 (FRF050)